# Kristoffer Rygg

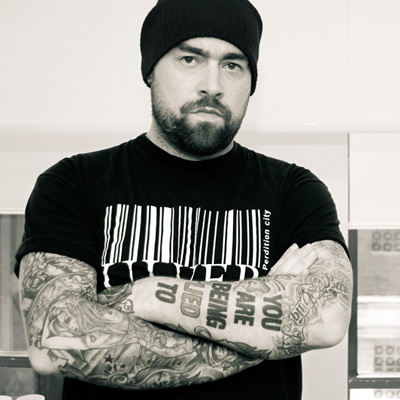
Rygg im September 2007

Kristoffer Rygg (* 9. September 1976, frühere Pseudonyme u. a.: Fiery G. Maelstrom, G. Wolf, Garm, Trickster G., God Head) ist ein norwegischer Sänger, Komponist und Musikproduzent. Er ist vor allem für seine Arbeit bei Ulver bekannt, war aber auch Mitglied und Gastmusiker bei zahlreichen weiteren Bands aus Metal, Rock und Electronica.

## Leben und Schaffen
Im Alter von 16 Jahren gründete er Ulver, deren Debütalbum Bergtatt 1995 erschien und zu einem Meilenstein des Black Metal wurde. Seit 1993 war er außerdem Mitglied bei Arcturus, seit 1995 bei Borknagar. Letztere verließ er 1997 wieder. Zur selben Zeit begann er sich mit Arcturus und Ulver von den Black-Metal-Wurzeln zu entfernen; beide Bands integrierten nun Genre-fremde Elemente in Alben wie La Masquerade Infernale und Themes from William Blake’s The Marriage of Heaven and Hell. Mit Ulver wandte er sich in der Folge ganz vom Metal ab und dem Trip-Hop und Ambient zu, Arcturus verließ er im Jahr 2003. Im Jahr 2010 verneinte er jegliche Verbundenheit zu seinen alten Fans sowie Absichten, jemals Songs der ersten drei Ulver-Alben live aufzuführen. Dennoch arbeitete er als Gastmusiker und Produzent weiterhin gelegentlich für Metal-Bands, z. B. für Dimmu Borgir, Myrkur und Borknagar.
Rygg gründete 1998 das Independent-Label Jester Records, über das Alben von Ulver, Arcturus, Star of Ash, Virus und anderen veröffentlicht wurden. Mitte der 2000er betrieb Rygg mit Daniel Cardoso die Alternative-Metal-Band Head Control System und Ende der 2000er mit Stephen O’Malley, David Tibet und Daniel O’Sullivan das Improvisationsprojekt Æthenor.
In den 1990ern habe er fest an das Übernatürliche und dunkle Mächte geglaubt. Er bezeichnete sich später auch als Satanist, wandte sich aber einige Jahre danach davon ab. Es gehe ihm mittlerweile um irdische Themen wie Menschlichkeit und Mitmenschlichkeit.
Rygg hat zwei Kinder.

## Diskografie

### Mit Ulver
→ siehe Ulver#Diskografie

### Mit Arcturus
- 1994: Constellation (EP)
- 1996: Aspera hiems symfonia
- 1997: La Masquerade Infernale
- 1999: Disguised Masters (Remixes)
- 2002: Aspera hiems symfonia/Constellation/My Angel (Remaster)
- 2002: The Sham Mirrors

### Mit Borknagar
- 1996: Borknagar
- 1997: The Olden Domain

### Mit Head Control System
- 2006: Murder Nature

### Mit Æthenor
- 2008: Betimes Black Cloudmasses
- 2010: En Form for Blå
- 2016: Hazel

### Als Gastmusiker (Auswahl)
- 1995: Gehenna, Seen Through the Veils of Darkness (The Second Spell)
- 2001: Zyklon, World ov Worms
- 2002: Magenta, Little Girl Lost
- 2002: Star of Ash, Iter.Viator
- 2003: The Gathering, Souvenirs
- 2006: Ihsahn, The Adversary
- 2006: Solefald, Black for Death: An Icelandic Odyssey Part 2
- 2008: Star of Ash, The Thread
- 2009: Ava Inferi, Blood of Bacchus
- 2010: Dimmu Borgir, Abrahadabra
- 2012: Mothlite, Dark Age
- 2016: Borknagar, Winter Thrice
- 2018: Carpenter Brut, Cheerleader Effect
- 2018: Thomas Giles, Don’t Touch the Outside

### Als Produzent
- 1997: Mayhem, Wolf’s Lair Abyss
- 2000: Fleurety, Department of Apocalyptic Affairs
- 2002: Star of Ash, Iter.Viator
- 2015: Myrkur, M